# Bussy Mansel, 4. Baron Mansel
Bussy Mansel, 4. Baron Mansel (* um 1701; † 29. November 1750) war ein walisisch-britischer Adliger und Politiker.

## Herkunft, Jugend und Erbe
Er entstammte der alten walisischen Familie Mansel, die seit dem 16. Jahrhundert zu den führenden Familien der Gentry in Südwales gehörte. Er war der dritte Sohn von Sir Thomas Mansel, 5. Baronet, Gutsherr von Margam Abbey, aus dessen Ehe mit Martha Millington, Tochter und Erbin des Francis Millington, Gutsherr von Newick Place in Sussex. Sein Vater wurde 1712 zum 1. Baron Mansel erhoben. Seinen ungewöhnlichen Vornamen erhielt er wahrscheinlich von seinem Paten Thomas Mansel, Gutsherr von Briton Ferry, dessen Großvater Bussy Mansel war. Nachdem sein Pate 1706 ohne männliche Nachkommen gestorben war, wurde Bussy Mansel der Erbe von dessen Besitzungen bei Neath. Er studierte 1717 am Christ Church College der Universität Oxford. Nach dem Tod seines Vaters im Dezember 1723 trat er das Erbe seines Paten in Briton Ferry an, während sein Neffe Thomas, der Sohn seines älteren Bruders Robert, die Titel und Besitzungen seines Vaters erbte. Bussys Bruder Robert war bereits im April 1723 wenige Monate vor dem Tod seines Vaters gestorben, und bis zur Volljährigkeit seines Neffen 1740 verwaltete Bussy Mansel auch dessen Ländereien in Südwales. Nach dem Tod des entfernt mit ihm verwandten Sir Thomas Stradling, 6. Baronet, erbte er 1738 zusätzlich ein lebenslanges Nutzrecht von dessen Besitzungen bei St Donat’s Castle.

## Politische Tätigkeit
Mansel wurde einer der führenden Politiker von Glamorgan. Im Januar 1727 kandidierte er erfolgreich für die Tories bei einer Nachwahl in Cardiff für das britische House of Commons. Bei der allgemeinen Parlamentswahl im selben Jahr wurde er wieder gewählt. Als Tory unterstützte er im House of Commons die Opposition gegen Premierminister Robert Walpole. Bei der Parlamentswahl 1734 unterlag er in Glamorgan knapp gegen Hon. William Talbot. Nachdem Talbot 1737 beim Tod seines Vaters den Titel 2. Baron Talbot of Hensol geerbt hatte und damit aus dem House of Commons ausgeschieden war, wurde Mansel bei der Nachwahl im März 1737 ohne Gegenkandidat als Knight of the Shire für Glamorgan gewählt. Nach dem Tod seines Neffen Thomas im Januar 1744 und seines älteren Bruders Christopher im November 1744 erbte er die umfangreichen Besitzungen der Familie in Südwales sowie die Titel 4. Baron Mansel und 8. Baronet, of Margam. Damit legte er sein Abgeordnetenmandat nieder und wurde Mitglied des House of Lords.

## Familie und Nachkommen
Am 17. Mai 1724 heiratete Mansel Lady Elizabeth Hervey, die älteste Tochter von John Hervey, 1. Earl of Bristol. Nach ihrem frühen Tod im September 1727 heiratete er am 13. März 1729 in zweiter Ehe Lady Barbara Blackett, die einzige Tochter von William Villiers, 2. Earl of Jersey und Witwe von Sir William Blackett, 2. Baronet, mit der er eine Tochter hatte.
Mansel galt als geizig und hinterließ bei seinem Tod ein großes Vermögen. Da er ohne männliche Nachkommen gestorben war, erloschen seine Titel mit seinem Tod. Seine Tochter Louisa Barbarina Mansel erbte nur seine Besitzungen von Briton Ferry, da nach dem Testament seines Bruders Christopher sein Neffe Thomas Talbot, ein Sohn seiner Schwester Mary und von John Ivory Talbot, der Erbe von Margam Abbey und der anderen Besitzungen in Südwales wurde. Nachdem Thomas Talbot bereits 1758 gestorben war, fielen die Besitzungen an dessen Sohn Thomas Mansel Talbot. Bussys Tochter Louisa heiratete 1757 George Venables-Vernon, 2. Baron Vernon. Sie starb 1776, nach anderen Quellen erst im Februar 1786 ohne überlebende Nachkommen. Ihr Mann behielt ein lebenslanges Nutzrecht von Briton Ferry, nach seinem Tod fiel der Besitz an Louisas Patenkind George Child Villiers, 5. Earl of Jersey.